# 大西勝敬
大西 勝敬（おおにし よしのり、1954年7月21日 - ）は、日本のフィギュアスケート選手（男子シングル）。現在はコーチ。大阪府大阪市出身。法政大学卒業。1973年全日本選手権3位。

## 経歴
1973年、国民体育大会に東京都代表として出場し、高校男子で優勝する。同年の全日本選手権では、佐野稔、松村充に続き3位に入る。
1977年の全日本選手権を最後に引退した後は、桜ノ宮スケートリンクのコーチを経て大阪府立臨海スポーツセンターで主任コーチを務めた。教え子には町田樹、加納誠、平池大人、北村明子などがいる。加納とはカルガリー五輪へ、町田とはソチ五輪へコーチとして帯同。
現在は日本フィギュアスケーティングインストラクター協会の副理事長を務める。

## 主な戦績
| 大会/年      | 1972-73 | 1973-74 |
| ------------ | ------- | ------- |
| 全日本選手権 |         | 3       |
| 国民体育大会 | 1       |         |